# 臺灣鎮
臺灣鎮，又稱福建臺灣鎮，初設於1684年，為臺灣清朝時期的臺灣清朝統治區最高軍事單位，官署位於臺灣府城鎮北坊。主官是臺灣鎮總兵。臺灣鎮總兵受臺灣道加兵備銜（建省前）及福建臺灣巡撫（建省後）節制，初期統轄鎮標中營，兼轄臺灣北路協、臺灣水師協、臺灣城守營與臺灣南路營等營。依照1728年《臺灣府疆域圖》所示，澎湖水師營2,017名、臺灣水師營2,532名、臺灣鎮本部連同標中營2,633名、北路營898名和南路營898名，駐臺官兵合計8,978名。1733年，澎湖水師營改制為澎湖水師協，其後又略有增減。而一般而言，掌管兵力約於10,000名至15,000名之間。兵力分配方式，約如乾隆年間奏章所奏：「臺灣澎湖水陸兵丁12,176名。除水師兵4,163名外，南北兩路共兵8,003名。

## 清代軍制
大清帝國版圖約略分為「藩部」與「關內十八省」，後者約同於明帝國舊有版圖，居民以漢族為主，清代沿用明制將漢地行政區分為十八省。而清代在漢地的軍事制度則是參考明代邊防的衛所兵制，另加改編，由於清代地方軍以「營」為基本單位，又以「綠旗」為幟，故泛稱「綠營」。
清廷將漢地十八省境內另劃出十一個軍區，一個軍區橫跨一到三個省不等，軍區的最軍政高長官為「總督」，但有些以省的長官「巡撫」來兼領，以上總督與巡撫皆為文官，不能直接率領綠營的軍隊作戰，一個軍區中綠營最高武官為「提督」，提督雖然能直接指揮綠營作戰，但平時受到文官總督、巡撫的箝制，此外提督也並非坐鎮軍隊的直接管理者。
扣除軍區範圍，單就一個省份之內，「鎮」才是綠營的最高編制單位，一個省內有若干「鎮」，而「鎮」轄下又有若干「協」，「協」下設「營」，「營」下又有「汛」或「塘」；「營」為綠營軍事編制最基本建制的單位，「營」亦可直屬「鎮」管轄，不必一定要設「協」。「鎮」的最高長官為總兵官，「協」最高長官為副將；一「營」之長官，參將、游擊、都司、守備等中級軍官均可出任；「汛」的長官則可由千總、把總、外委千總、外委把總擔綱。:43-50
清代為防軍權過大、難以節制，建立「迴避制度」，但凡副將、參將以上軍官，不得在本省任職，游擊、都司不得在本籍任職，守備不得在本府任職。千總、把總等下級軍官不受本籍迴避制度所限，但如若營中士兵升任軍官，不得在舊營任職。
此外，除了各級下屬單位之外，每個單位長官尚有直屬部隊，通稱「標」或「標營」，例如文官系統的總督有「督標」、巡撫有「撫標」（臺灣道的道尹也編有「道標」:188-192），軍職武官陸路提督、水師提督的「提標」、總兵的「鎮標」和副將的「協標」。參將以下所屬為營，直接統率一營兵卒，不稱營標。